# Никола Бояджиев (ВМОК)
Никола Костадинов Бояджиев е български революционер, деец на Върховния македоно-одрински комитет и на Вътрешната македонска революционна организация.

## Биография
Бояджиев е роден през 1874 година в разложкото село Баня, тогава в Османската империя, днес в България. Участва в Четническата акция на Македонския комитет от 1895 година в четата на Стойо Костов. Самостоятелен войвода е в Горноджумайското въстание от 1902 година и Илинденско-Преображенското въстание от 1903 година. След 1920 година участва активно във възстановяването на ВМРО. Умира през 1945 година в Пещерското село Лъджене.